# Вічко сита
Вічко сита (рос. ячейка сита, англ. cell, нім. Zelle f) — отвір, утворений волокнами тканого сита (решета), що перетинаються.
Характеризує пропускну здатність сита або сітки, його живий переріз.
Вимірюється в лінійних одиницях довжини та ширини отвору.
У зарубіжній практиці застосовують також як характеристику меш (число отворів сита на одному лінійному дюймі, тобто на відстані 25,4 мм).